# Le canzoni. La nostra storia
Le canzoni. La nostra storia è una raccolta del 2011 formata da 3 cd contenenti i più grandi successi del famoso gruppo musicale italiano dei Ricchi e Poveri in versione originale.
Le canzoni sono tratte dal repertorio del gruppo sia come quartetto che come trio. Tra le canzoni più note, che non potevano mancare, troviamo Sarà perché ti amo, il loro pezzo più conosciuto a livello internazionale; Mamma Maria; Che sarà; La prima cosa bella; Come vorrei; Voulez vous danser; Se m'innamoro. La raccolta conta 36 canzoni in totale.

## Tracce

### CD 1
1. Sarà perché ti amo 3:09 - 1981
2. M'innamoro di te 3:16 - 1981
3. Mamma Maria 2:55 - 1982
4. Se m'innamoro 3:28 - 1985
5. Questa sera 2:39 - 1981
6. Canzone d'amore 4:03 - 1987
7. Dimmi quando 3:29 - 1985
8. Come vorrei 2:56 - 1981
9. Cosa sei 3:18 - 1983
10. E penso a te 3:10 - 1981
11. Made in Italy 3:27 - 1981
12. Acapulco 3:43 - 1983

### CD 2
1. Voulez vous danser 3:44 - 1983
2. Hasta la vista 3:57 - 1983
3. Piccolo amore 3:19 - 1982
4. Amarsi un po' 3:23 - 1982
5. Ninna nanna 3:32 - 1981
6. Bello l'amore 3:24 - 1981
7. Magnifica serata 3:14 - 1982
8. Cocco bello Africa 3:12 - 1987
9. Sei la sola che amo 3:05 - 1983
10. Stasera canto 2:18 - 1981
11. Pubblicità 3:13 - 1987
12. C'è che sto bene 3:25 - 1982

### CD 3
1. La prima cosa bella 3:45 - 1970
2. Primo sole, primo fiore 3:08 - 1970
3. Che sarà 3:23 - 1971
4. L'amore è una cosa meravigliosa 3:17 - 1970
5. In questa città 2:44 - 1970
6. Amici miei 3:33 - 1971
7. Due gocce d'acqua 2:46 - 1970
8. Monna Lisa e messer duca 3:00 - 1971
9. ...Ma la mia strada sarà breve 3:44 - 1971
10. Poveri 3:18 - 1982
11. Alla faccia di Belzebù 3:04 - 1981
12. Un'immagine 2:54 - 1970

## Dettagli pubblicazione
| Paese  | Data | Etichetta                      | Formato | Nº Catalogo |
| ------ | ---- | ------------------------------ | ------- | ----------- |
| Italia | 2011 | Sony Music Entertainment / RCA | CD      | 8869783405  |